# رویکرد قابلیت

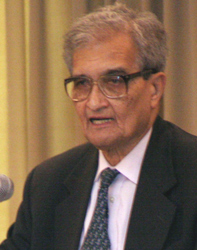
رویکرد قابلیت

رویکرد قابلیت (به انگلیسی: Capability approach) (یا رویکرد قابلیت‌ها) یک نظریه اقتصادی است که در دهه ۱۹۸۰ به عنوان روش جایگزین برای اقتصاد رفاه در نظر گرفته شد. در این رویکرد، آمارتیا سن و مارتا نوسبوم مجموعه‌ای از ایده‌هایی را که قبلاً از رویکردهای سنتی به اقتصاد رفاه کنار گذاشته شده بود (یا به صورت مناسب به آن پرداخته نشده بود) جمع می‌کنند. تمرکز اصلی رویکرد قابلیت بر این است که افراد قادر به انجام چه کاری هستند (یعنی توانایی چه کاری را دارند).

### ارزیابی قابلیت
در ابتدا، سن پنج محور را برای ارزیابی قابلیت مهم دانست:
1. اهمیت آزادی‌های واقعی در ارزیابی منافع یک فرد
2. تفاوت‌های فردی از نظر توانایی تبدیل منابع به فعالیت‌های ارزشمند
3. ماهیت چندگانه فعالیت‌هایی که افزایش شادی را در پی دارند
4. دغدغه توزیع فرصت‌ها در جامعه

سپس، سن با همکاری فیلسوف سیاسی مارتا نوسبوم، اقتصاددان توسعه سودر اناند (Sudhir Anand) و نظریه‌پرداز اقتصادی جیمز فوستر، رویکرد قابلیت را به یک پاراردایم غالب در بحث‌های سیاسی در توسعه انسانی تبدیل کرد به طوری که الهام‌بخش ایجاد شاخص توسعه انسانی شد (معیار معروفی برای توسعه انسانی که قابلیت‌ها را از لحاظ بهداشت، آموزش و درآمد اندازه می‌گیرد). علاوه بر این، از زمان ایجاد انجمن شاخص توسعه انسانی و قابلیت در اوایل دهه 2000 میلادی، این رویکرد توسط نظریه‌پردازان، فیلسوفان و گروهی از جامعه‌شناسانی که علاقه خاصی به سلامت انسان دارند، بحث شده است.

### واژگان کلیدی

#### کارکردها
در فهم پایه‌ای، کارکردها شامل «بودن‌ها و انجام‌دادن‌ها» هستند. درنتیجه، زندگی را می‌توان به منزله مجموعه‌ای از کارکردهای به‌هم‌مرتبط نگریست. دراصل، کارکردها عبارت از حالت‌ها و فعالیت‌هایی هستند که وجود یک فرد را می‌سازند. نمونه‌های کارکردها می‌توانند از چیزهای ابتدایی مثل سالم‌بودن، داشتن یک شغل مناسب و ایمن بودن، تا حالت‌های پیچیده‌تری مثل خوشحال بودن، احترام‌گذاشتن به خود و داشتن آرامش را دربربگیرد. علاوه بر این، آمارتیا سن اعلام کرد که کارکردها برای درک کامل رویکرد قابلیت اساسی هستند؛ قابلیت به صورت اندیشه آزادی برای رسیدن به کارکردهای ارزشمند مفهوم‌سازی شده است.
به بیان دیگر، کارکردها عبارت از موضوعات قابلیت‌ها در این رویکرد هستند: چیزی که قادر بر آن هستیم، می‌خواهیم قادر بر آن باشیم یا باید قادر بر بودن یا انجام دادن باشیم. بنابراین، ترکیب انتخابی هر فرد از کارکردها، چیزی که هستند و چیزی که می‌توانند انجام دهند، بخشی از مجموعه کلی قابلیت‌های آنان است, یعنی کارکردهایی که می‌توانستند انجام دهند. با این حال، کارکردها را می‌توان به شکلی نیز مفهوم‌سازی کرد که بر قابلیت‌های یک فرد دلالت داشته باشند. خوردن، گرسنگی‌کشیدن و روزه‌گرفتن همه به عنوان کارکرد هستند اما کارکرد روزه‌گرفتن از گرسنگی‌کشیدن کاملا متفاوت است؛ زیرا روزه‌گرفتن برخلاف گرسنگی‌کشیدن متضمن یک انتخاب است و به صورت تصمیم برای گرسنه‌ماندن به‌رغم وجود گزینه‌های دیگر فهمیده می‌شود. درنتیجه، فهم اینکه چه چیزی کارکردها را می‌سازد، بسیار با درک قابلیت‌ها با هم در ارتباط هستند.

#### قابلیت‌ها
قابلیت‌ها ترکیب‌های بدیلی از کارکردها هستند که یک فرد می‌تواند به آن دست یابد. فرمول‌بندی قابلیت دارای دو بخش است: کارکردها و آزادی فرصت؛ یعنی آزادی حقیقی برای پیگیری ترکیب‌های گوناگون کارکردی. درنهایت، قابلیت‌ها فرصت و توانایی یک فرد برای ایجاد نتایج ارزشمند را با توجه به ویژگی‌های شخصی و عوامل بیرونی روشن می‌سازد. مهمترین بخش این تعریف، «آزادی رسیدن» است؛ زیرا اگر آزادی تنها دارای ارزش ابزاری باشد (به عنوان ابزاری برای رسیدن به یک هدف) و ارزش ذاتی (فی‌نفسه ارزشمند) برای رفاه یک فرد نداشته باشد، در این صورت ارزش مجموعه قابلیت یک فرد به طور ساده بر اساس ارزش ترکیب واقعی کارکردهای وی تعریف خواهد شد. 
1. ↑  Sen, Amartya (1985). Commodities and capabilities. Amsterdam New York New York, N.Y., U.S.A: North-Holland Sole distributors for the U.S.A. and Canada, Elsevier Science Pub. Co. ISBN 9780444877307.
2. 1 2  Sen, Amartya (1992). Inequality reexamined. New York Oxford New York: Russell Sage Foundation Clarendon Press Oxford Univ. Press. ISBN 9780198289289.